# Fibra naturale
Le fibre naturali rappresentano oggi il 40% delle fibre tessili utilizzate nel mondo, mentre il 60% è rappresentato dalle fibre sintetiche e artificiali.

## Descrizione

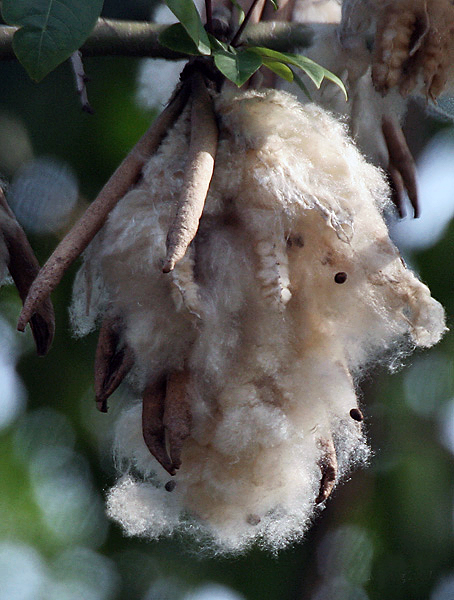
Ceiba pentandra a Calcutta.

Le fibre naturali maggiormente diffuse sono il cotone di cui si producono ogni anno circa 25 milioni di tonnellate, ed il lino che è la più antica, l'etimologia della parola deriva dal greco "Linon", cioè "filo". Era conosciuto nell'antico Egitto fin dal sesto millennio, fu coltivato da egizi, babilonesi, fenici e altri popoli del Medio Oriente che ne trasmisero l'uso a Greci e Romani. Nel medioevo le Fiandre, con il loro clima umido, divennero uno dei principali centri di produzione. La supremazia del lino rimase indiscussa fino a inizio Ottocento quando il cotone, con l'induzione di nuovi telai che ne facilitarono la filatura, divenne così un prodotto di massa. Il cotone è fortemente diffuso in Africa ed è fonte per intere regioni di sopravvivenza. La produzione annuale di lana supera di poco i 2 milioni di tonnellate e le zone maggiormente interessate da questo tipo di economia sono la Cina ,l'Australia, la Nuova Zelanda, l'Iran, l'Argentina e il Regno Unito. Interessanti tentativi di sviluppo di allevamenti e di ricostruzione di una filiera produttiva di prodotti lanieri autoctoni sono in fase di sperimentazione anche in Italia come tentativo di valorizzare un materiale altrimenti destinato allo smaltimento nelle discariche. Altre fibre importanti per l'economia dei paesi produttori sono la juta (concentrata in larga misura in India e Bangladesh), il sisal, la canapa, la fibra di cocco, il lino, la seta, il kapok.

## Vantaggi
I vantaggi dell'utilizzo di fibre naturali risiedono nell'ecocompatibilità dei materiali che provengono da fonti rinnovabili, il grado di comodità che sono in grado di assicurare a contatto con la pelle e la loro biodegradabilità. Sarebbe un'ingenuità ritenere però che la loro coltivazione sia priva di impatti ambientali che vanno invece considerati in termini di terreni dedicati, acqua e sostanze chimiche utilizzate. È pertanto assolutamente funzionale al mantenere un giusto equilibrio tra risorse disponibili e consumi l'utilizzo di materiali di origine chimica (polimeri), specie per assolvere funzioni tecniche specifiche.

## Fibre tessili naturali[11][12][13][14]

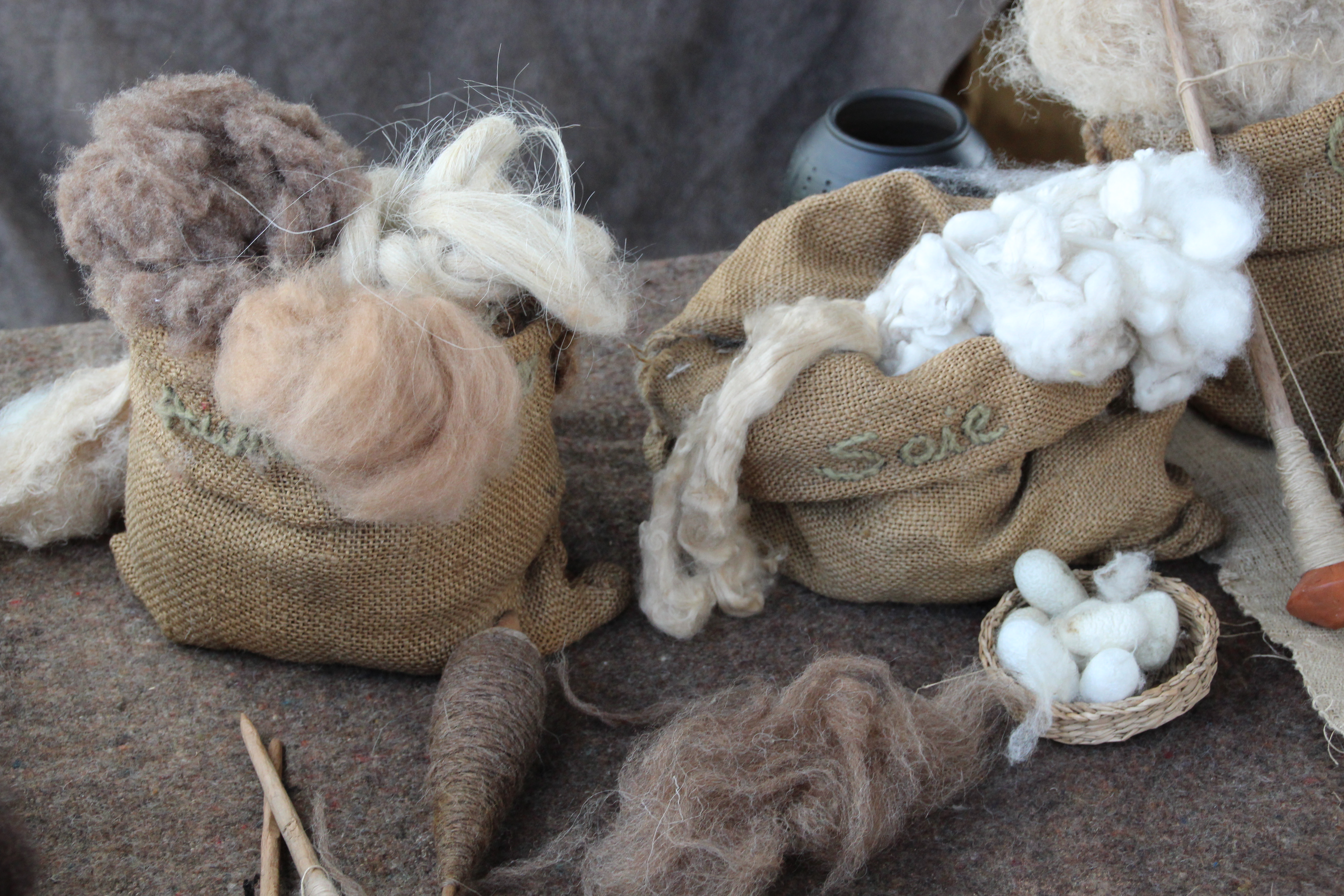
Lana vergine di origine animale

Tipi di fibre tessili naturali di origine vegetale:
- Cotone
- Lino dal greco "linon"
- Canapa
- Iuta
- Ramiè (o filato di ortica)
- Cocco
- Ginestra
- Sisal
- Ibisco
- Manila
- Paglia
- Bamboo
- Soia
- Kapok

Tipi di fibre tessili naturali di origine animale:
- Lana
  - Merinos
  - Shetland
  - Bluefaced Leicester
  - Corriedale
  - Incrociate
  - Agnello
  - Inglesi
  - Asiatiche
  - Mazamet
  - Rigenerate
- Pelo
  - Angora
  - Cachemire
  - Cammello
  - Mohair
  - Alpaca
  - Lama
  - Vigogna o vicuña
  - Bisonte
  - Qiviut
  - Seta
- Crine
  - Bisso
  - Piumino

## Galleria d'immagini

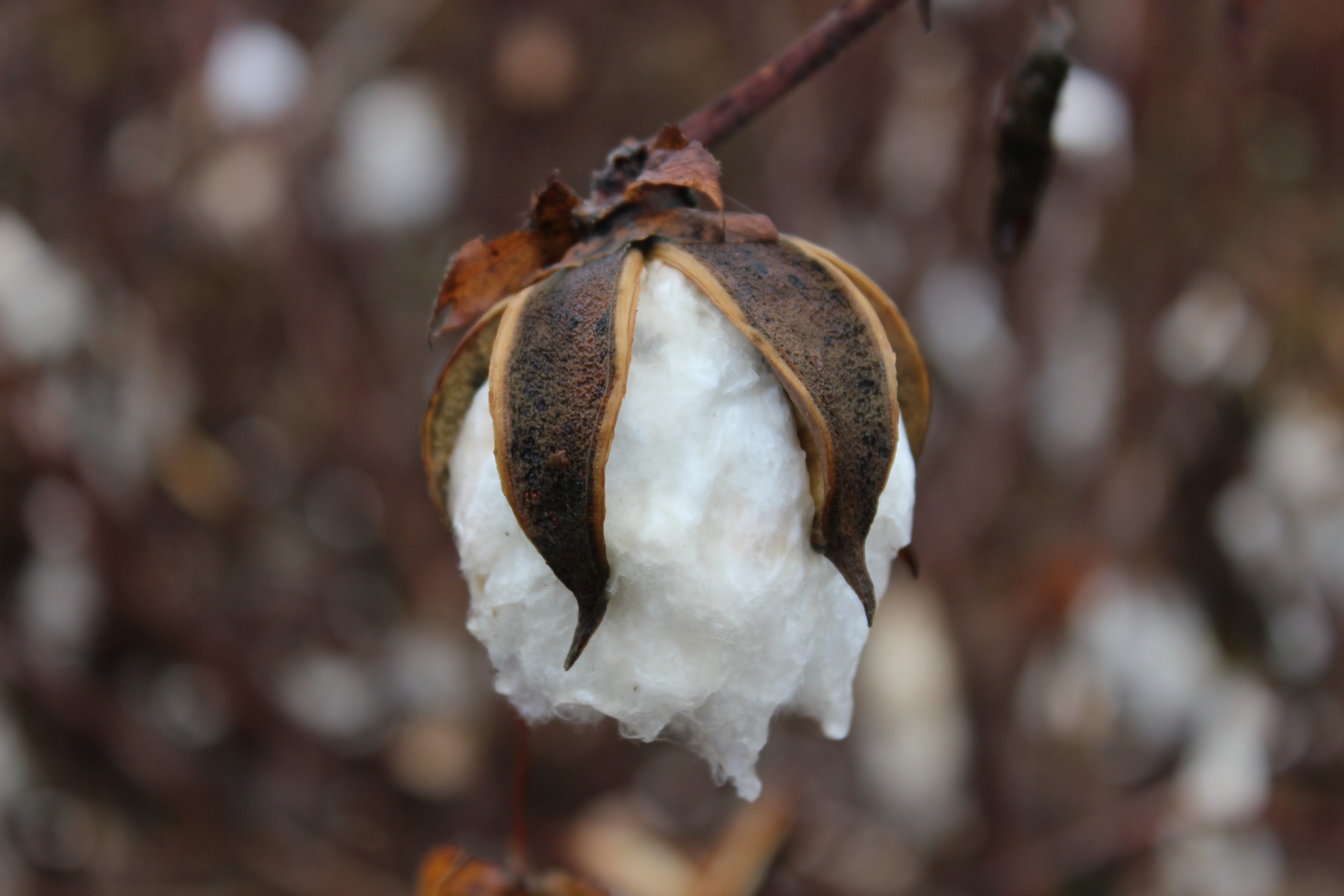
Bambagia di cotone sulla pianta.
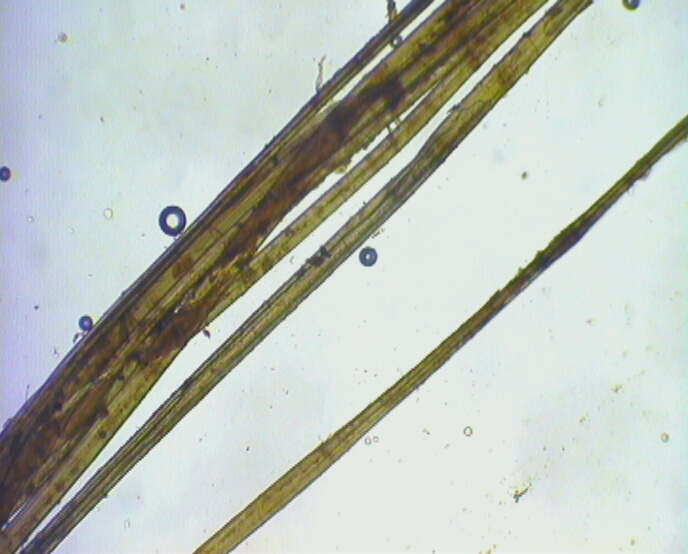
Fibra di lino vista al microscopio.
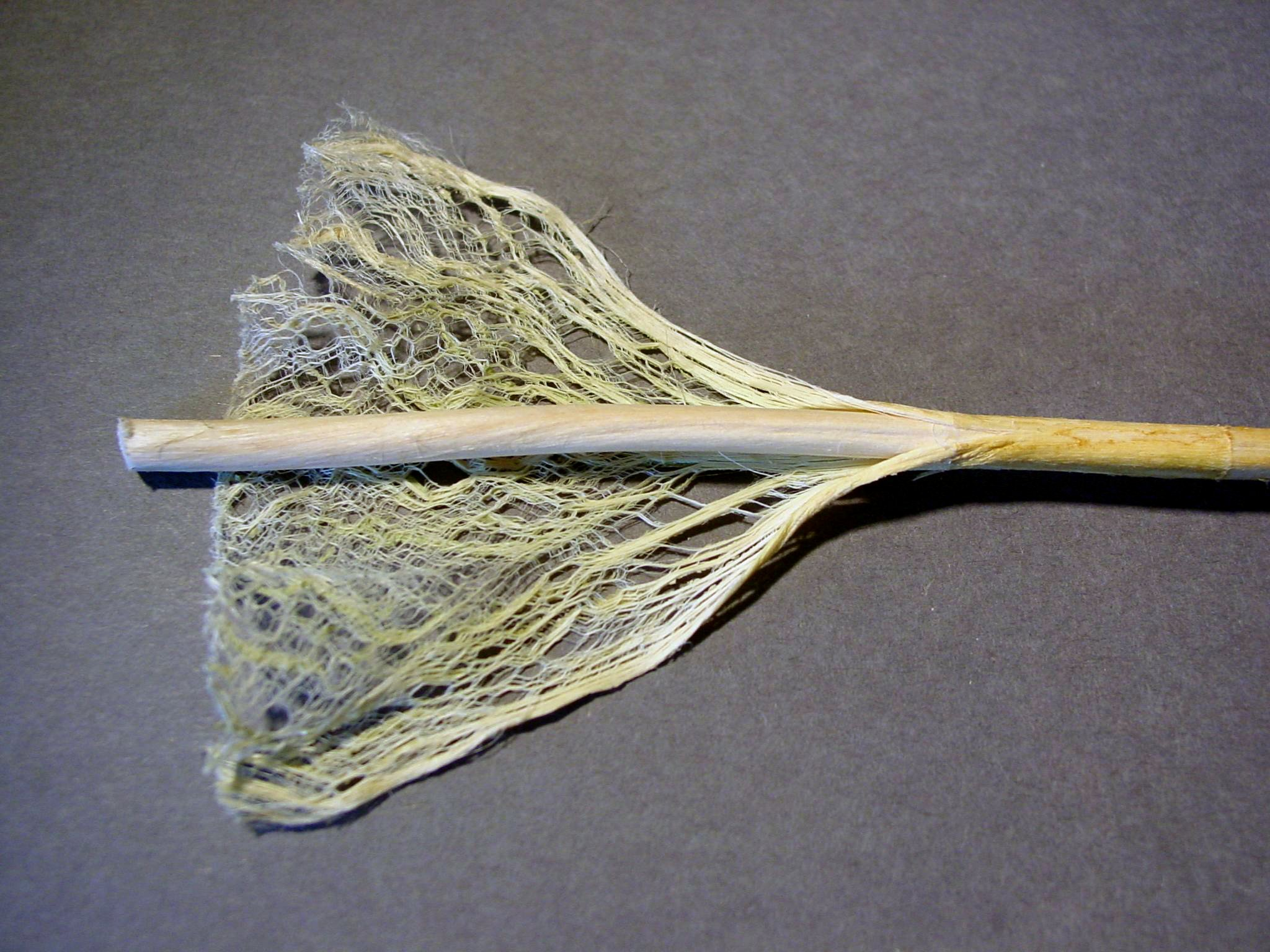
Fibra di canapa
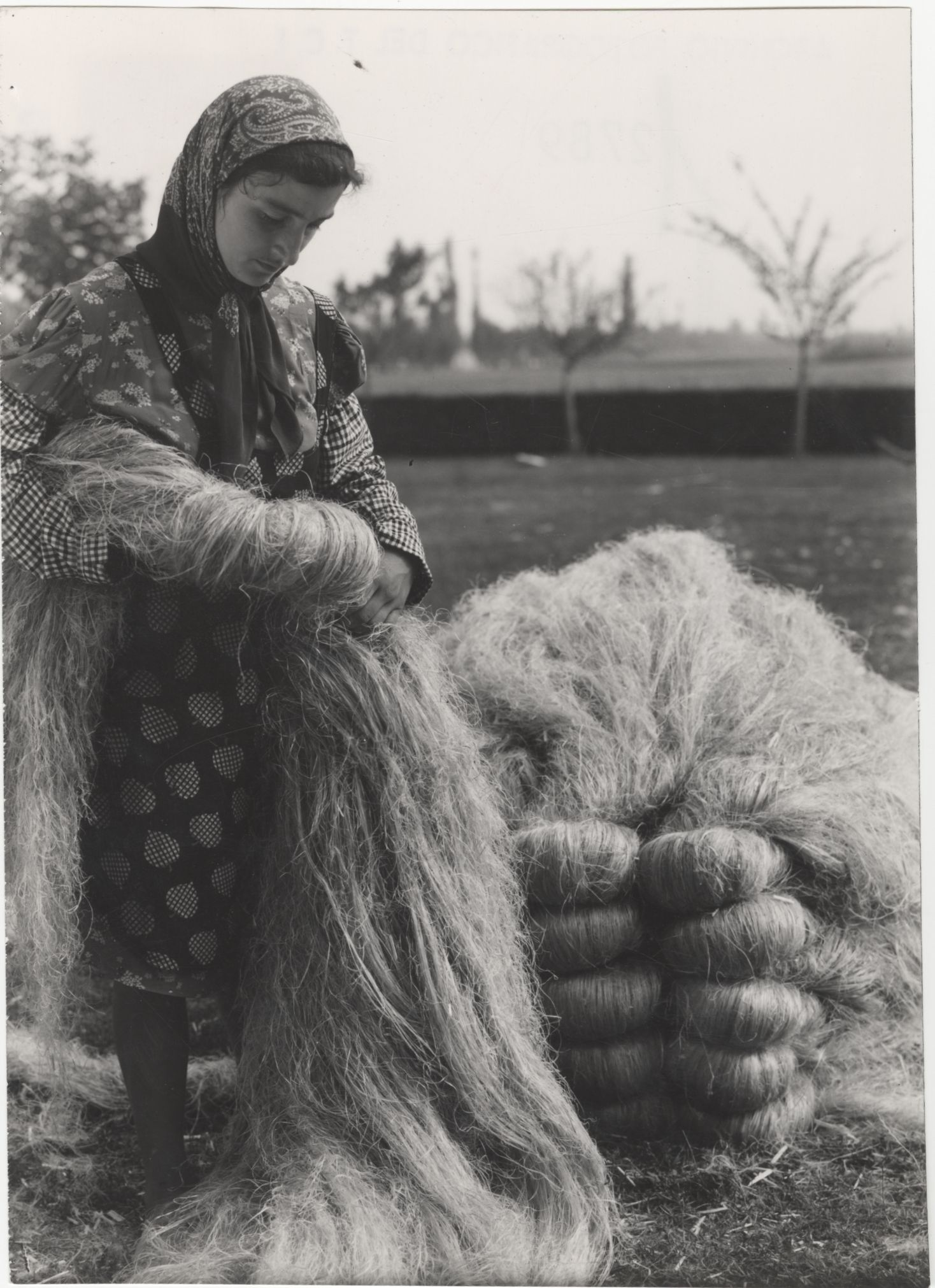
Rotoli di fibre di canapa
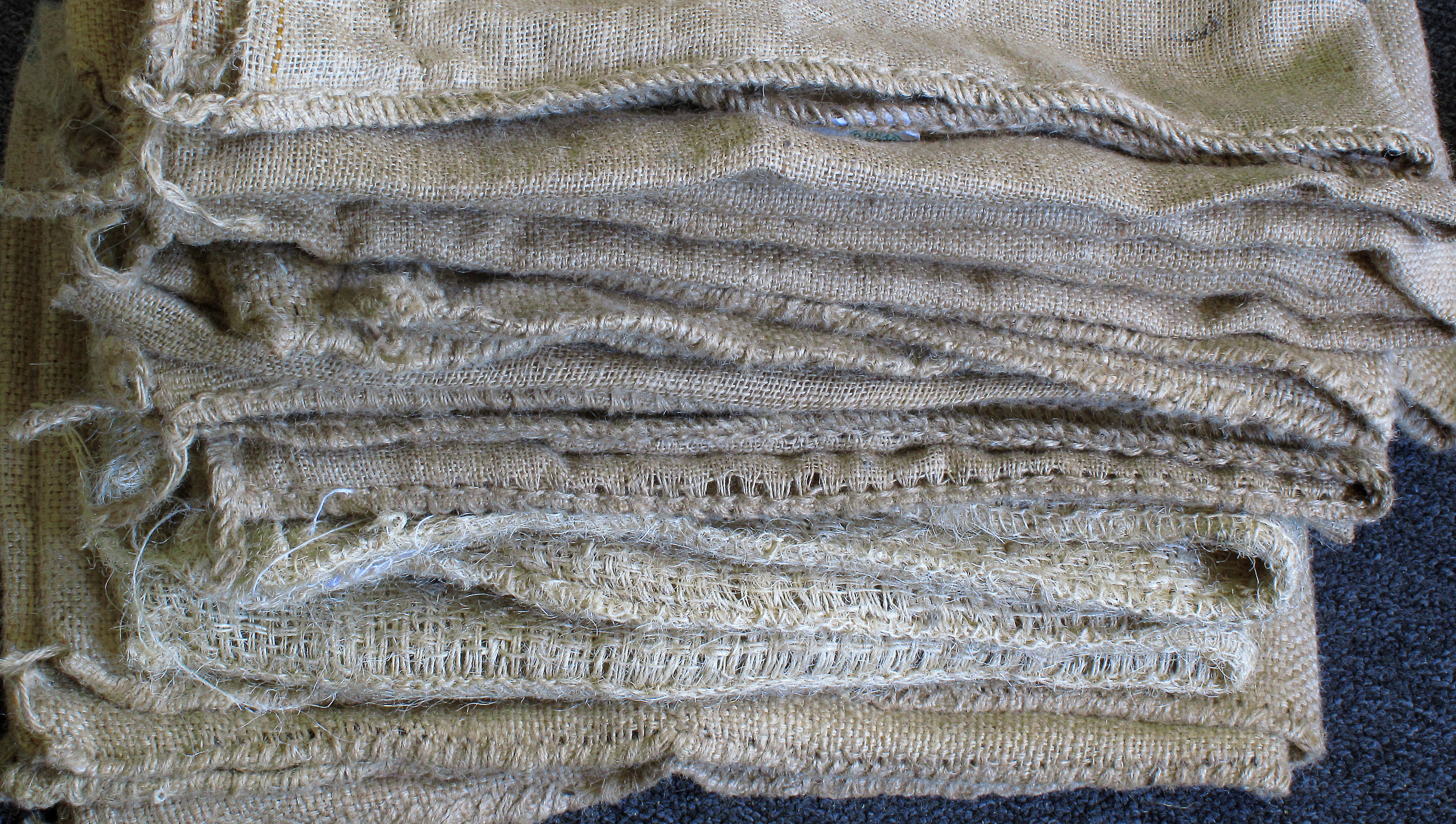
Sacchi di iuta
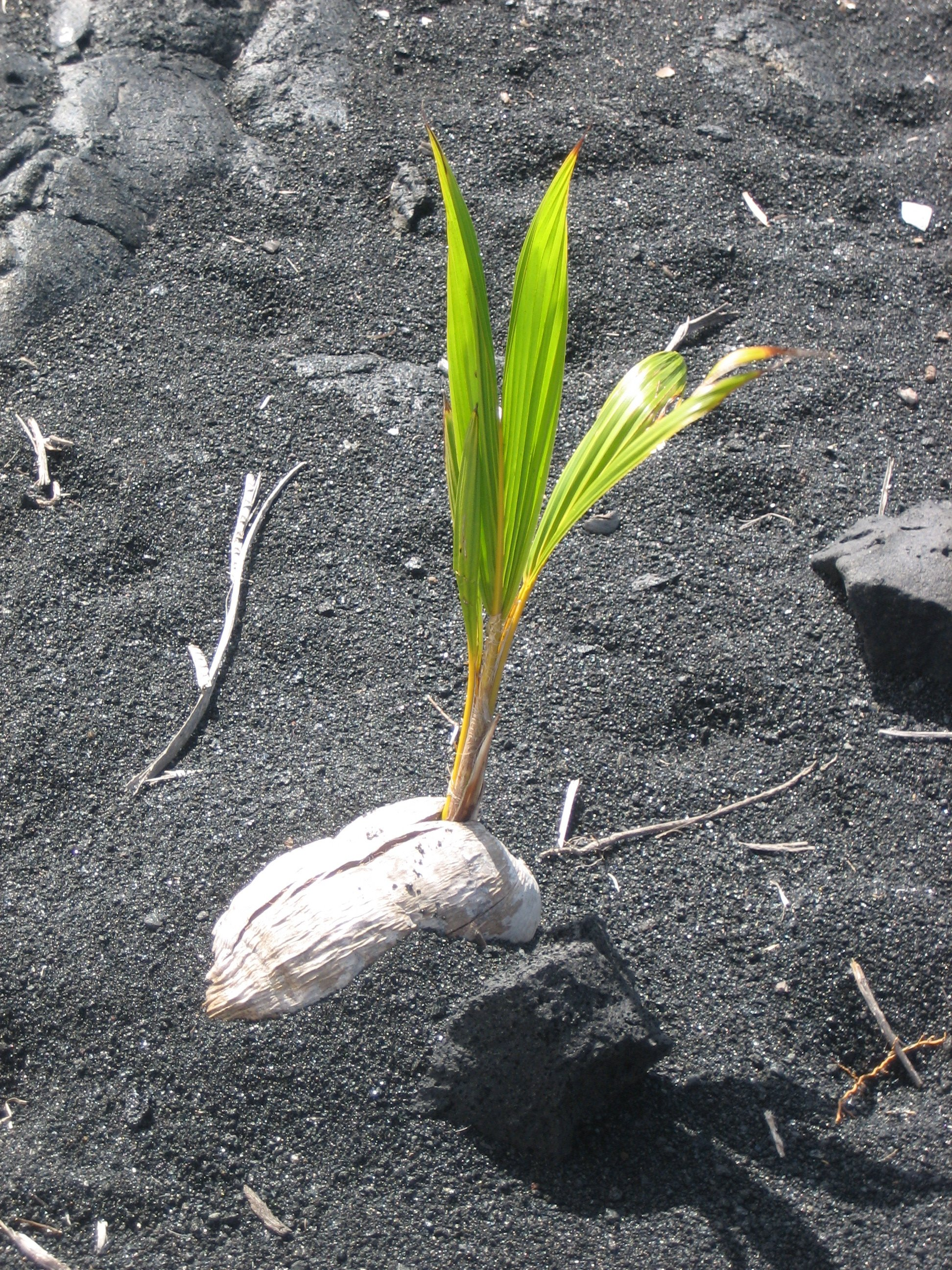
Noce di cocco in germinazione sulla spiaggia della sabbia nera, isola di Hawaii
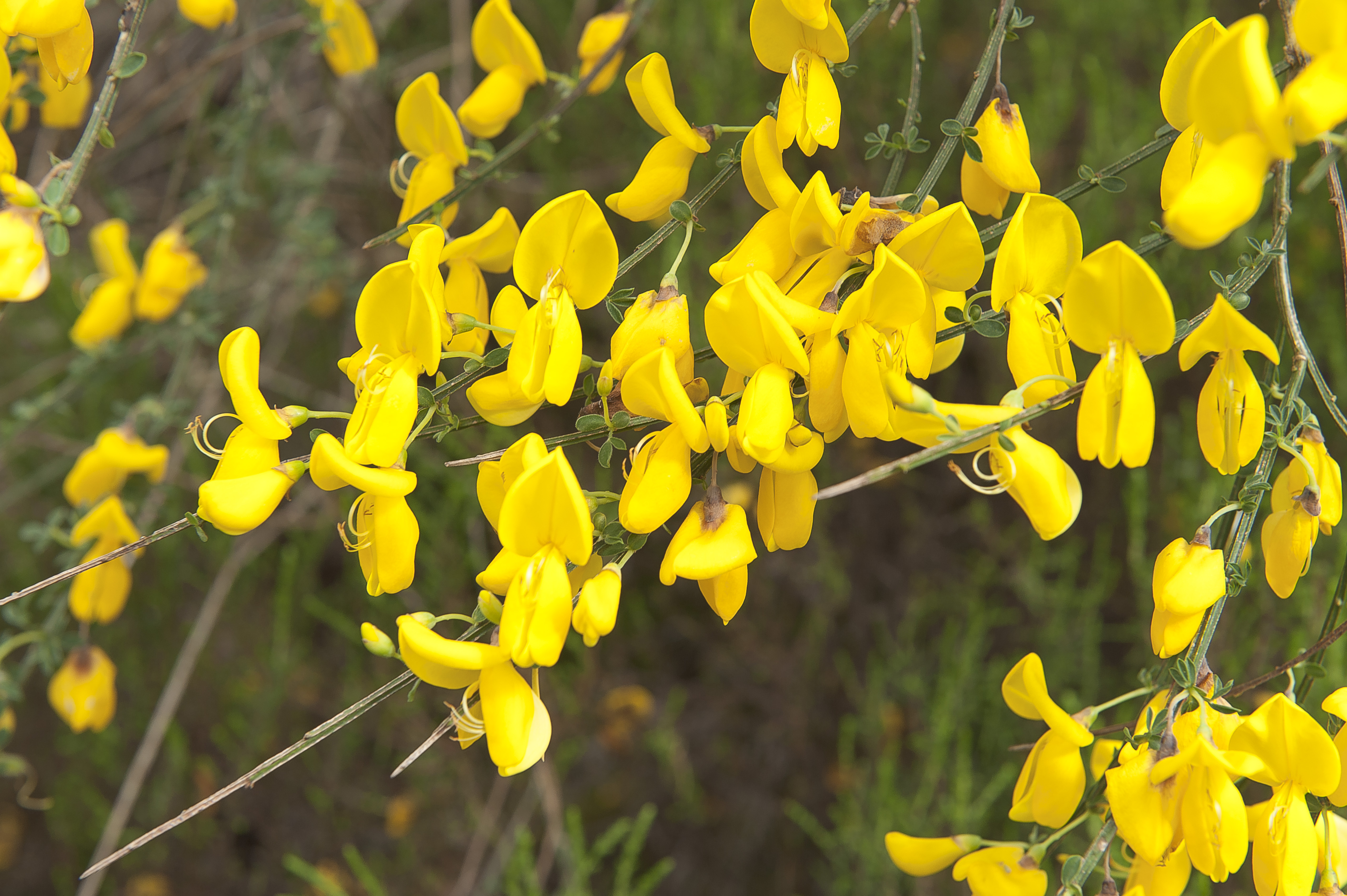
Cytisus scoparius
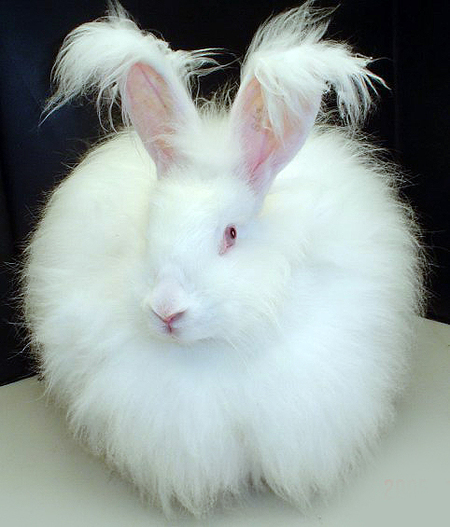
Coniglio d'angora, il cui pelo viene usato per creare fibre naturali
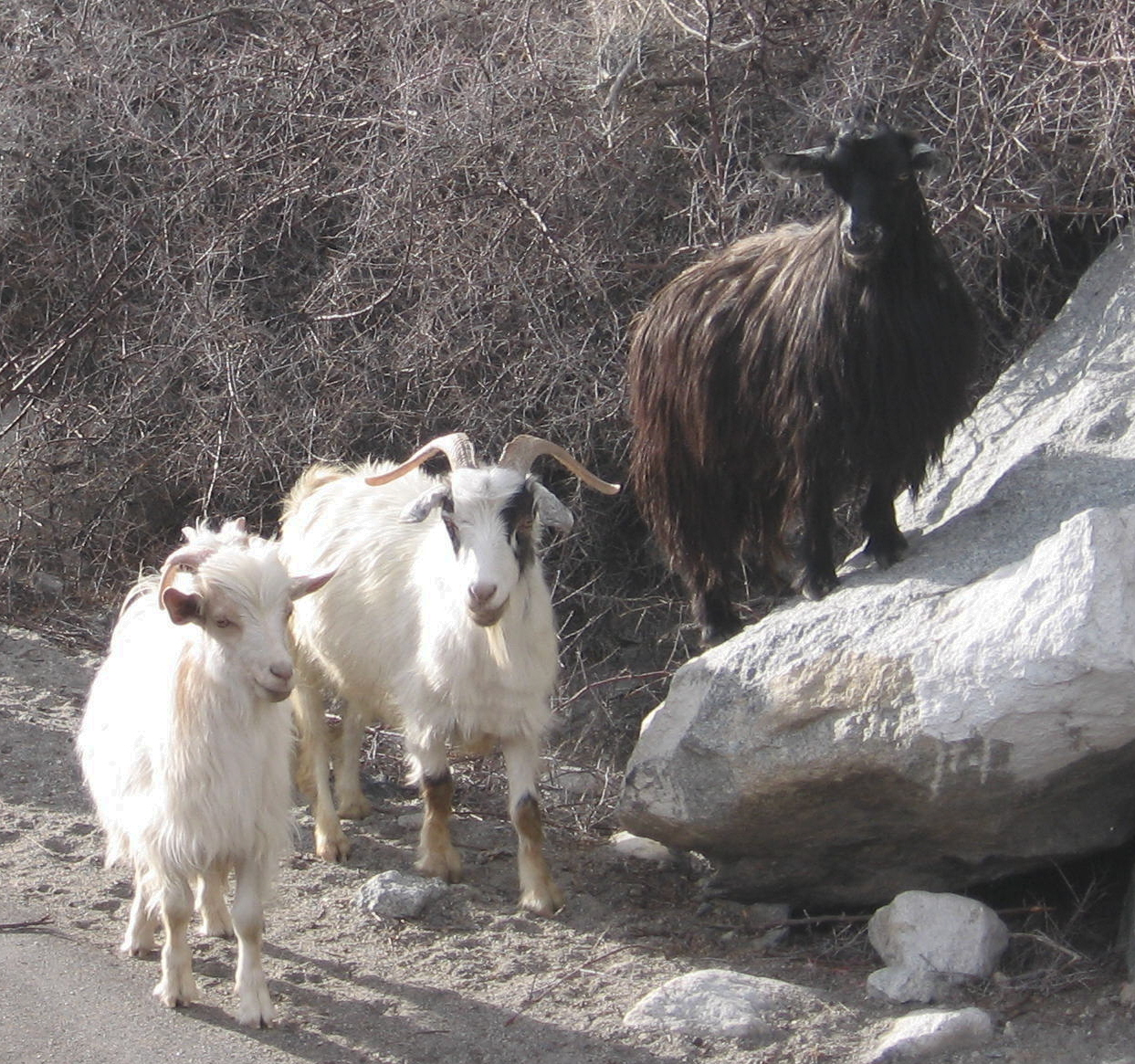
La capra changthangi, la cui lana è utilizzata per il cashmere
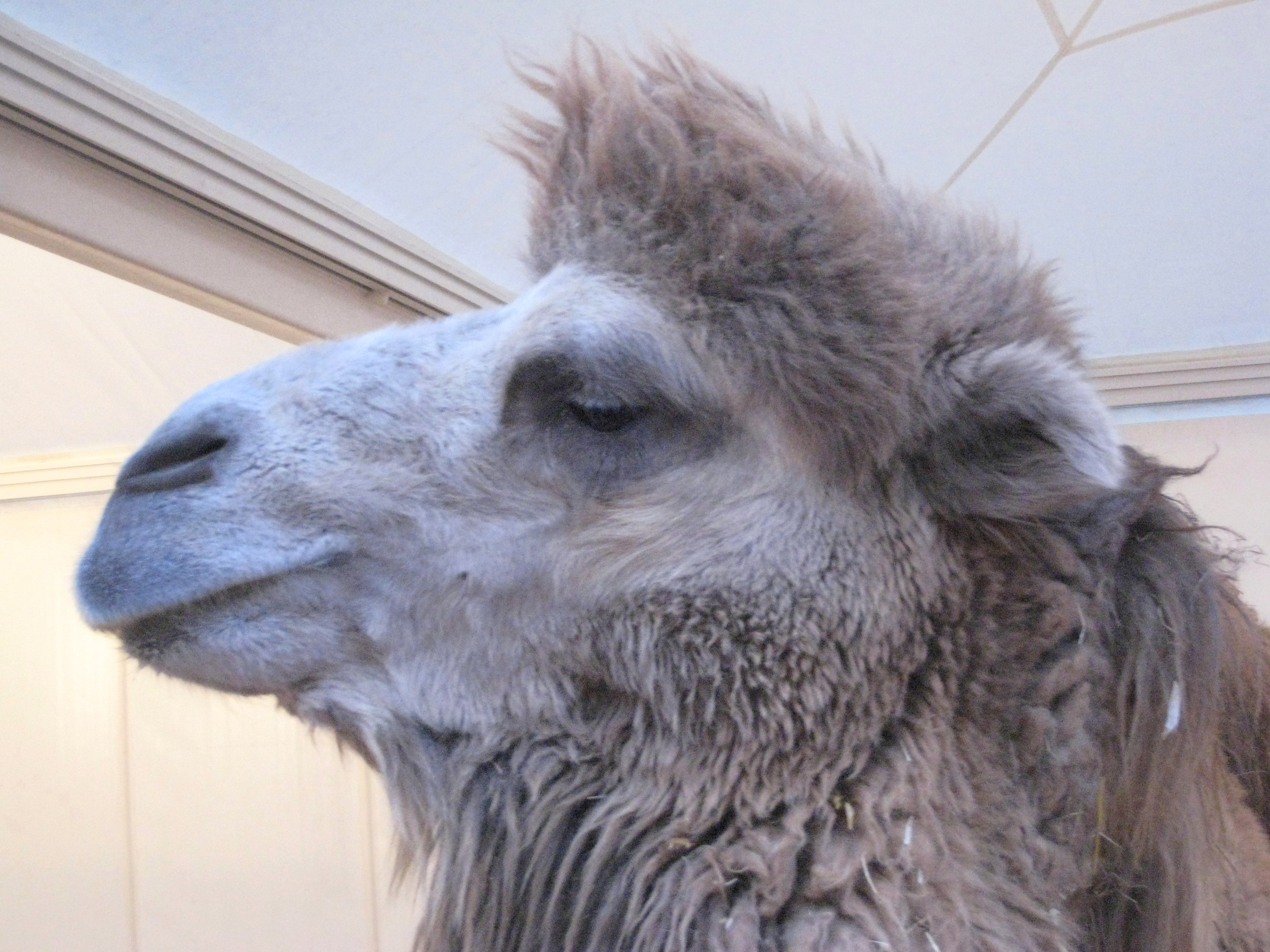
Camelus bactrianus, la cui lana viene usata per creare fibre naturali
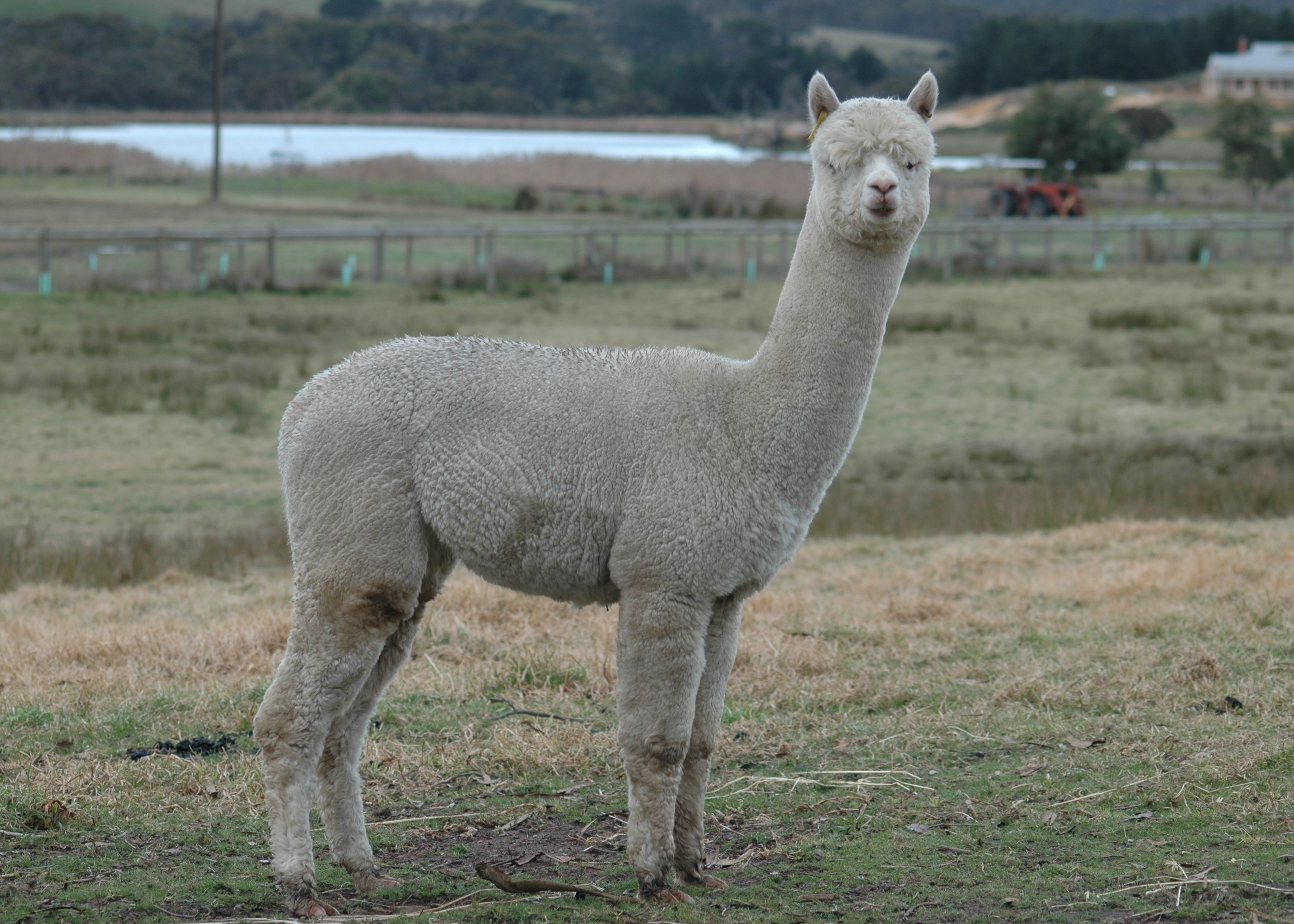
Alpaca, la cui lana viene usata per creare fibre naturali
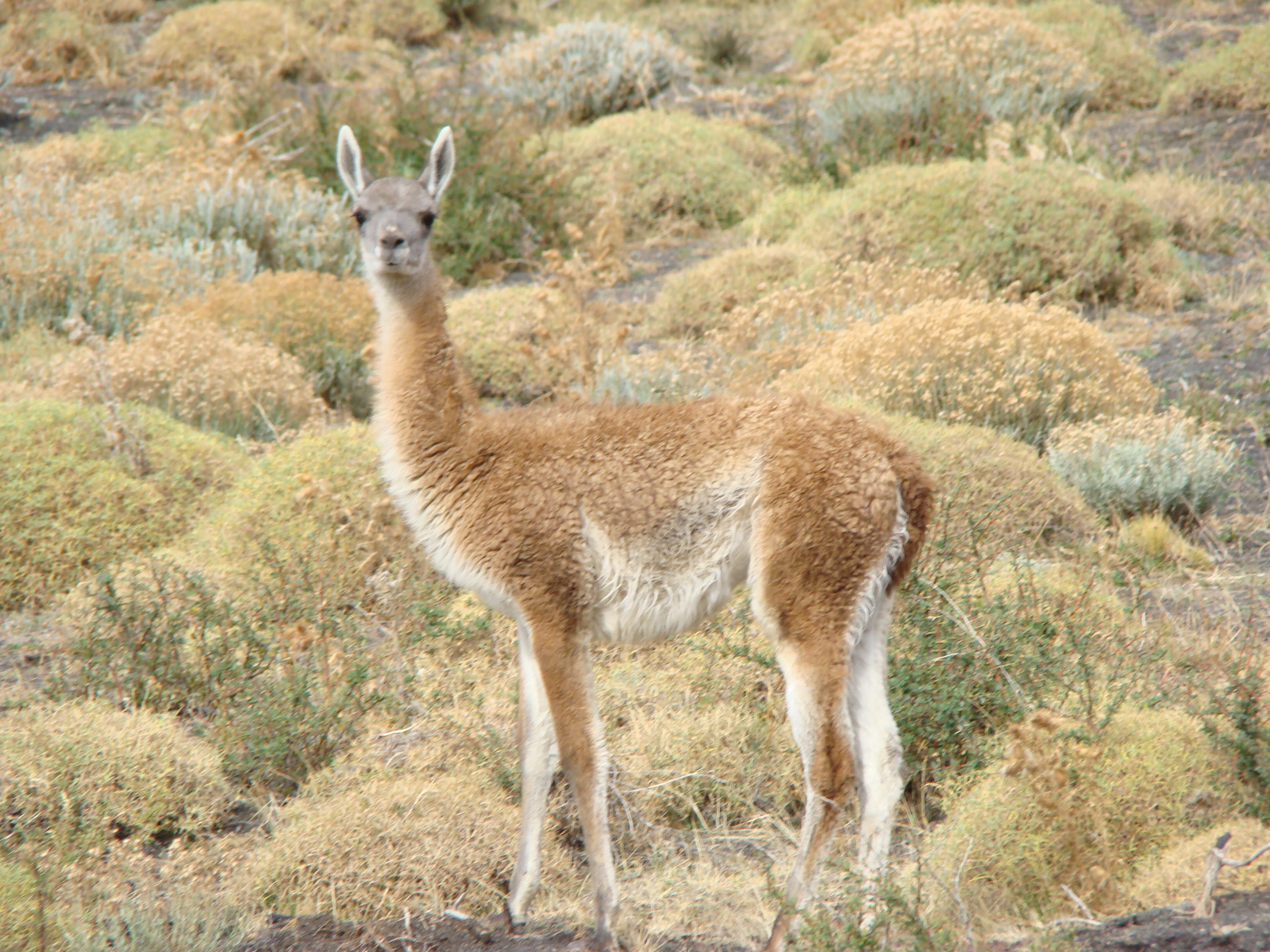
Llama, la cui lana viene usata per creare fibre naturali
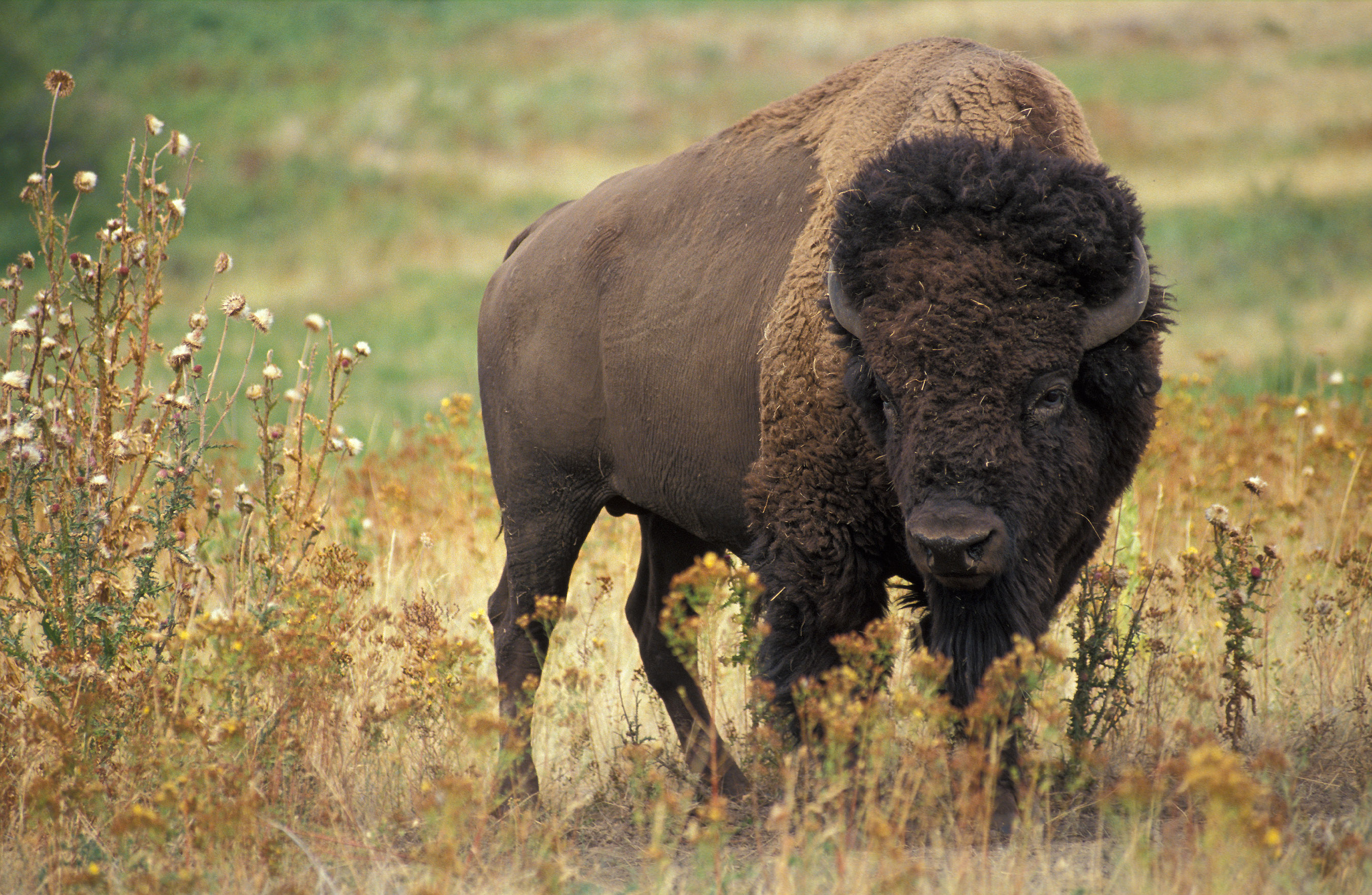
Bisonte, il cui pelo viene usato per creare fibre naturali